# 4. etape af Tour de France 2013
Fjerde etape af Tour de France 2013 er en 25 km lang etape der køres som et holdløb. Den bliver kørt tirsdag den 2. juli i og omkring storbyen Nice.
Det er 35 gang at Nice enten er start- eller målby for en etape i Tour de France.